# Buloqboshi
Buloqboshi (russisch Булакбаши Bulakbaschi) ist eine Siedlung städtischen Typs (shaharcha) in der usbekischen Viloyat Andijon im Ferghanatal und Hauptort des gleichnamigen Bezirks.
Der Ort liegt etwa 20 km südöstlich der Viloyathauptstadt Andijon. Nördlich des Orts fließt der Shahrixonsoy vorbei, südlich der Südliche Ferghanakanal.
Gemäß der Bevölkerungszählung 1989 hatte der Ort 8.100 Einwohner, einer Berechnung für 2000 zufolge betrug die Einwohnerzahl 18.900.
Im Jahr 2009 erhielt Buloqboshi den Status einer Siedlung städtischen Typs.